# Bullying (pel·lícula)
Bullying és una pel·lícula espanyola i catalana rodada i estrenada al 2009 pel director madrileny Josecho San Mateo.

## Argument
Jordi és un adolescent de 15 anys que ha perdut recentment al seu pare i juntament amb la seva mare, es canvia de ciutat per iniciar una nova vida. Al principi tot anirà bé, però el destí li reserva una cruel sorpresa, ja que quan traspassa les portes del seu nou institut, creua sense saber-ho la tenebrosa frontera del mateix infern. I qui el convida a entrar-hi, amb un esgarrifós somriure als llavis, és Nacho, un company de classe que, malgrat la seva edat, pertany ja a la raça dels que s'alimenten únicament de la por i del dolor dels altres. Nacho, com una encarnació del Mal, serà capaç d'aconseguir que, en el malson que submergeix a Jordi, cada dia que passi sigui superat en violència i crueltat pel següent.
Una mare confosa que no aconsegueix comprendre el que passa, un fosc i misteriós personatge que carrega amb un secret del passat, i una noia Heiddy Cardenas, capaç d'entendre a Jordi perquè també ella coneix els mil rostres de l'horror, seran els companys de viatge del nostre heroi. Un viatge el terme serà decidit en una reacció final pel mateix Jordi, qui com qualsevol ésser humà té en la llibertat una meta vital indispensable, i la busca amb desesperació.

## Repartiment
- Albert Carbó: Jordi
- Joan Carles Suau: Nacho
- Carlos Fuentes: Bruno
- Laura Conejero: Julia
- Yohana Cobo: Annia
- Elsa Montanuy: Paula
- Estefanía Justicia: Bea
- David Ondategui: David
- Maria de la Pau Pigem: directora
- Juli Fàbregas: eutor
- Marcos Aguilera: Marcos
- Daniel Casadella: Juan
- Ariadna Lliveria: Elena
- Albert Ruiz: entrenador
- Felipe Bravo: noi ros
- Nadeska Abreu: Estela
- Osvaldo Ayre: Nestor
- Juan Miguel Díez: expositor
- Mónica Moreira: veterinària
- Marisa Duaso: dona pintada
- Pep Payo: conserge
- Carlos Punyet: metge d'urgència
- Jordi Colomer: metge d'UCI
- Montse Mostaza: reportera TV